# Omarion
Omari Ishmael Grandberry (Inglewood, California, 12 de noviembre de 1984), más conocido como Omarion es un cantante, rapero, compositor y actor estadounidense, conocido por haber sido miembro del grupo de R&B B2K.

## Biografía y carrera
Omarion fue el miembro más mayor del grupo B2K. Fue introducido al grupo a través de Chris Stokes, mánager de IMX's. Omarion y Marques houston, miembro de IMX, son medio hermanos. O'Ryan, también cantante de R&B, es el hermano pequeño de Omarion. Omarion era la voz principal, la imagen y el más talentoso sobre el escenario del grupo. B2K llegó a ser multi platino.
Omarion abandonó B2K en enero de 2004, y comenzó su exitosa carrera en solitario, editando a finales de febrero su disco debut, O. El disco llegó a estar #1 en el U.S. Billboard 200 and Top R&B/Hip-Hop Albums. Lo mismo ocurrió con los sencillos "O" y "Touch" producido este último por The Neptunes. El tercer sencillo del disco fue "I'm Tryna". En U.S se vendieron 758.000 copias del álbum.
En diciembre de 2006, Omarion volvió con su segundo álbum de estudio, 21 (lo llamó así por la edad que tenía Omarion cuando estaba grabando el disco). Este álbum debutó estando #1 en U.S. "21" tiene un sonido más maduro que el anterior. El primer sencillo fue "Entourage" (en el videoclip aparece Lil' Fizz, quien fue compañero de Omarion en B2K). El segundo sencillo del álbum fue "Ice Box", producido por Timbaland. Esta es su canción más conocida y llegó a estar #5 en Hot R&B/Hip-Hop Songs. En el rémix de "Ice Box" aparece Usher. "21" no vendió tantas copias en U.S, como el anterior álbum, "O", llegando solo a la cifra de 390,000.
El 11 de diciembre de 2007, Omarion y el rapero Bow Wow presentaron el álbum Face Off, un álbum con el sello de Columbia Records. El álbum llegó a estar en el puesto #11 de U.S. Billboard 200 y en el puesto #2 del U.S. Billboard Top R&B/Hip-Hop Albums. El primer sencillo fue "Girlfriend", que llegó al puesto #33 en U.S. Billboard Hot 100 y en el puesto #6 en U.S. Billboard Hot Rap Tracks. La canción fue escrita por T-Pain y The Dream. El segundo sencillo fue "Hey Baby (Jump Off)", que llegó al puesto #24 en U.S. Billboard Hot Rap Tracks. El título del álbum fue inspirado en la película de 1997 protagonizada por Nicolas Cage y John Travolta, titulada Face Off. Este álbum solo llegó a las 500.000 copias vendidas en EE.UU.

## Discografía

### Álbumes
En solitario
- 2005: O
- 2006: 21
- 2010: Ollusion
- 2014: Sex Playlist

En colaboración
- 2002: B2K (album)(con B2K)
- 2002: Pandemonium!(con B2K)
- 2007: Face Off (Bow Wow & Omarion album)
- 2012: Self Made Vol. 2 (con Maybach Music Group)

### Singles
| Año  | Canción                                        | Posiciones en lista | Posiciones en lista | Posiciones en lista | Certificaciones | Álbum                          |
| Año  | Canción                                        | US Hot 100          | US R&B/Hip-Hop      | UK Singles          | Certificaciones | Álbum                          |
| ---- | ---------------------------------------------- | ------------------- | ------------------- | ------------------- | --------------- | ------------------------------ |
| 2004 | "O"                                            | # 27                | # 12                | # 47                | - EE.UU.: Oro   | O                              |
| 2005 | "Touch"                                        | # 94                | # 35                | —                   |                 | O                              |
| 2005 | "I'm Tryna"                                    | —                   | # 53                | —                   |                 | O                              |
| 2006 | "Entourage"                                    | # 78                | # 25                | # 58                |                 | 21                             |
| 2006 | "Ice Box" (con Timbaland)                      | # 12                | # 5                 | # 14                | - EE.UU:Oro     | 21                             |
| 2007 | "Cut off time" (con Kat DeLuna)                | # 123               | —                   | —                   |                 | Banda sonora de Feel the Noise |
| 2007 | "Girlfriend" (con Bow Wow)                     | # 33                | # 20                | —                   |                 | Face Off                       |
| 2007 | "Hey Baby (Jump Off)" (con Bow Wow)            | # 102               | # 24                | —                   |                 | Face Off                       |
| 2010 | "I Get In" (con Gucci Mane)                    | # 83                | # 20                | —                   |                 | Ollusion                       |
| 2010 | "Speddin"                                      | # 105               | # 26                | —                   |                 | Ollusion                       |
| 2010 | "Last Night (Kinkos) (Remix) (con Snoop Dogg)" | —                   | # 88                | —                   |                 | Ollusion                       |
| 2012 | "Let's Talk" (con Rick Ross)                   | —                   | # 20                | —                   |                 | Self Made Vol. 2               |
| 2012 | "M.I.A." (con Wale)                            | —                   | # 50                | —                   |                 | Self Made Vol. 2               |
| 2013 | "Paradise"                                     | —                   | —                   | —                   |                 | Love & Other Drugs             |

### Colaboraciones
- 2005: "Let Me Hold You" (Bow Wow con Omarion)
- 2007: "Man Up" (Rain con Omarion)
- 2007: "Better Man"(K Smith con Omarion)
- 2011: "Passing By"(倖田來未 con Omarion)
- 2011: "We Get It On" (Red Café con Omarion)
- 2011: "What You Want" (Rich Rick con Omarion)

### Otras Canciones
- 2004: "Damn" (con Young Rome)
- 2007: "Slam" (con Bow Wow y Chris Brown)
- 2008: "Beg For It"
- 2008: "He Ain't Gotta Know" (con Bow Wow)
- 2009: "Comfort" (con Lil Wayne)
- 2009: "I Get In" (con Lil Wayne)
- 2010: "Hoodie" (con Jay Rock)
- 2013: "Army" (con Nervo & Sultan + Ned Shepard)

## Filmografía
- 2004 You Got Served
- 2004 Fat Albert
- 2005 Cuts
- 2007 Somebody Help Me
- 2007 Feel the Noise
- 2010 Wrong Side of Town
- 2010 Somebody Help Me 2

## Premios y nominaciones
- American Music Awards
  - 2005, Favorite R&B Male Artist (Nominado)

- BET Awards
  - 2005, Viewer's Choice Award: O (Ganador)
  - 2005, Best New Artist (Nominado)

- Image Awards
  - 2008, Outstanding Duo or Group w/ Bow Wow (Nominado)
  - 2006, Outstanding New Artist (Nominado)

- Grammy Awards
  - 2006, Best Contemporary R&B Album: O (Omarion album)|O (Nominado)

- MTV Movie Awards
  - 2004, Best Male Breakthrough Performance: You Got Served (Nominado)
  - 2004, Best Dance Sequence: You Got Served w/ Marques Houston (Nominado)